# Rio Verdon
O rio Verdon é um rio localizado no sul de França, nos departamentos de Alpes-de-Haute-Provence e Var. É afluente pela margem esquerda do rio Durance.  Nasce entre o col d'Allos e Trois Eveches a sul de Barcelonnette. Ao longo do seu percurso banha as seguintes comunas:
- Alpes-de-Haute-Provence: Allos, Colmars, Saint-André-les-Alpes, Castellane
- Var: Vinon-sur-Verdon

É famoso por possuir vários desfiladeiros, denominados Gorges du Verdon (gargantas do Verdon), onde a água é pura e cristalina, formando belos paredões, e que atraem milhares de turistas. O rio Verdon corre por lagos artificiais e desagua no rio Durance perto de Vinon-sur-Verdon, a sul de Manosque. As gargantas do Verdon têm 20 km de comprimento e mais de 300 m de profundidade.
Entre os seus afluentes encontram-se os seguintes rios:
- rio Lance (margem esquerda)
- rio Issole (margem direita), em Saint-André-les-Alpes)
- rio Jabron (margem esquerda), em Carejuan
- rio Bau ou Baou (margem direita)
- rio Artuby  (margem esquerda), em Mescla
- rio Colostre (margem direita), após Gréoux-les-Bains)